# Мидвејл (Јута)
Мидвејл (енгл. Midvale) град је у америчкој савезној држави Јута.

## Демографија
По попису из 2010. године број становника је 27.964, што је 935 (3,5%) становника више него 2000. године.
| Група             | 2000.          | 2010.          |
| Белци             | 19.847 (73,4%) | 19.106 (68,3%) |
| Афроамериканци    | 319 (1,2%)     | 513 (1,8%)     |
| Азијати           | 500 (1,8%)     | 670 (2,4%)     |
| Хиспаноамериканци | 5.613 (20,8%)  | 6.795 (24,3%)  |
| Укупно            | 27.029         | 27.964         |